# Castle Green (Surrey)
Castle Green – wieś w Anglii, w hrabstwie Surrey, w dystrykcie Woking. Leży 39 km na południowy zachód od centrum Londynu.